# تطور تأملي

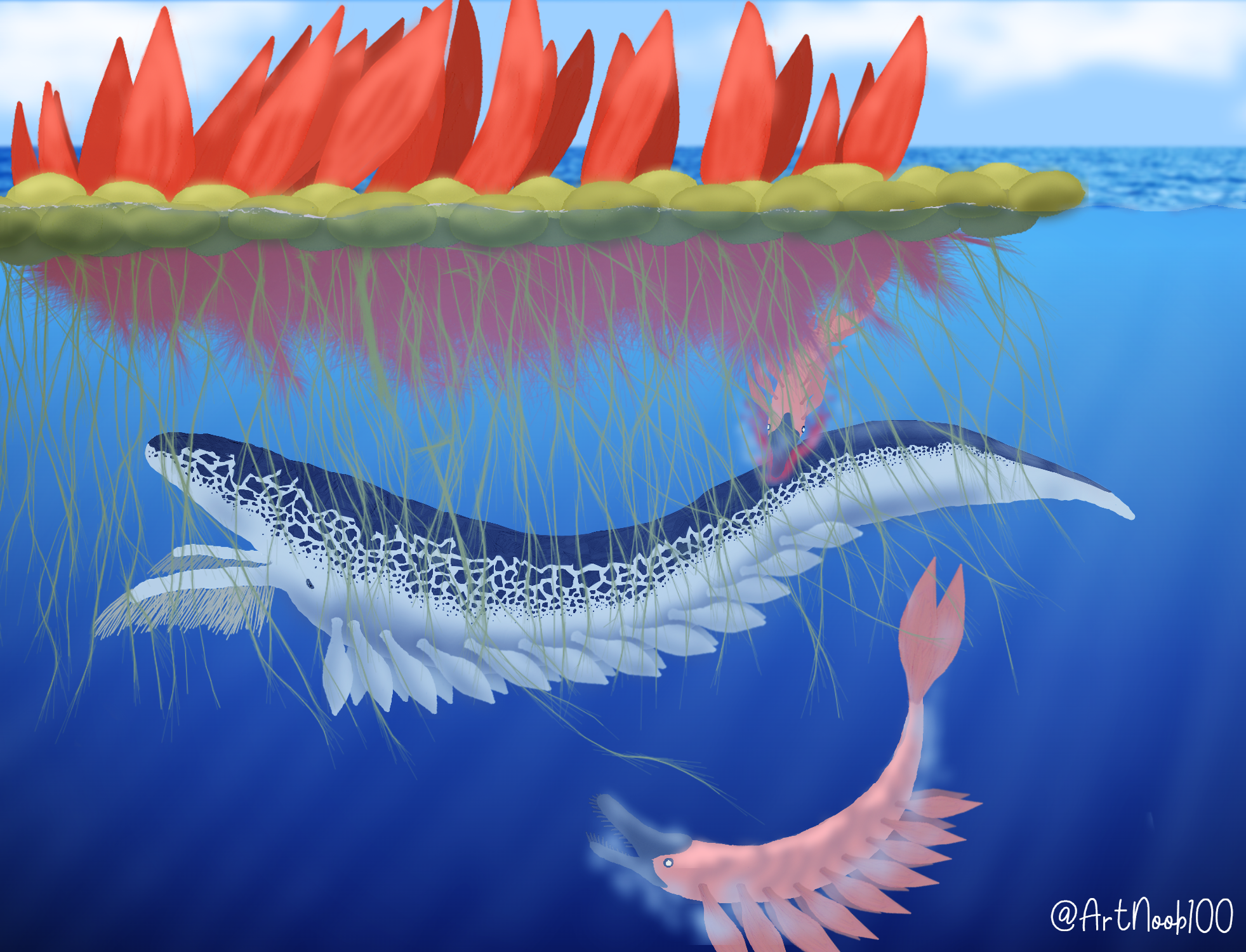
وحوش البحر تيتجي من إنفينيتي هورايزن: مثال على التكهن التوافقي في الخيال العلمي

التطور التأملي هو نوع من الخيال العلمي وحركة فنية تركز على السيناريوهات الافتراضية في تطور الحياة، وشكل مهم من أشكال البيولوجيا التأملية. يُعرف أيضًا باسم علم الأحياء التأملي ويشار إليه بعلم الحيوان التأملي فيما يتعلق بالحيوانات الافتراضية. قد تشمل أعمال التطور التأملي أنواع خيالية من الكائنات الحية على كواكب أخرى، أو قد تشمل تخيلًا لتاريخ افتراضي يركز على التطور البديل للحياة الأرضية. غالبًا ما يُعتبر التطور التأملي خيالًا علميًا صعبًا بسبب ارتباطه القوي بالعلم، وخاصة علم الأحياء.
التطور التأملي هو مجاز قديم في الخيال العلمي، بدأ في مؤلفات على غرار رواية آلة الزمن لهربرت جورج ويلز في عام 1895، والتي تضمنت العديد من المخلوقات المستقبلية الخيالية. على الرغم من أن الحيوانات التأملية صغيرة الحجم كانت سمة مميزة للخيال العلمي طوال القرن العشرين، لم تكن هذه الأفكار متطورة، مع بعض الاستثناءات مثل سلسلة الكواكب لستانلي وينباوم، و برسوم لإدغار رايس بوروز، الذي هو وصف خيالي للمريخ ونظامه البيئي في روايات نُشرت بين عامي 1912 و1941، ورواية رينوجرادنتيا لجيرولف شتاينر، التي وصفت ترتيبًا خياليًا للثدييات في عام 1957.
من المتفق عليه عمومًا أن حركة التطور التأملي الحديثة بدأت مع كتاب بعد الإنسان لدوجال ديكسون عام 1981، الذي يروي قصة استكشف أرض مستقبلية ذات نظام بيئي كامل مع أكثر من مئة حيوان افتراضي. أدى نجاح الكتاب إلى ظهور العديد من «التكملات» من تأليف ديكسون، مع التركيز على سيناريوهات بديلة ومستقبلية. راعت أعمال ديكسون، مثل معظم الأعمال المماثلة التي جاءت بعدها، المبادئ البيولوجية الحقيقية وكانت تهدف إلى استكشاف عمليات الحياة الواقعية، مثل التطور والتغير المناخي، من خلال استخدام الأمثلة الخيالية.
برزت أهمية الاستخدام المحتمل للتطور التأملي كأداة تعليمية وعلمية خلال العقود التي أعقبت نشر كتاب بعد الإنسان. يمكن أن يكون التطور التأملي مفيدًا في استكشاف وعرض الأنماط الموجودة في الحاضر والماضي. من خلال استقراء الاتجاهات السابقة في المستقبل، يمكن للعلماء التنبؤ بالسيناريوهات المرجحة لكيفية استجابة الكائنات وأنساب معينة للتغيرات البيئية. في بعض الحالات، اكتُشفت كائنات تم تخيلها لأول مرة في إطار التطور التأملي، مثل شعاعيات الأسنان التي تم تخيلها في كتاب All Your Yesterdays من تأليف سي. أم. كوسمين ودارين نايش. تم الاكتشاف في حفريات حقيقية في عام 2014.

## نظرة تاريخية

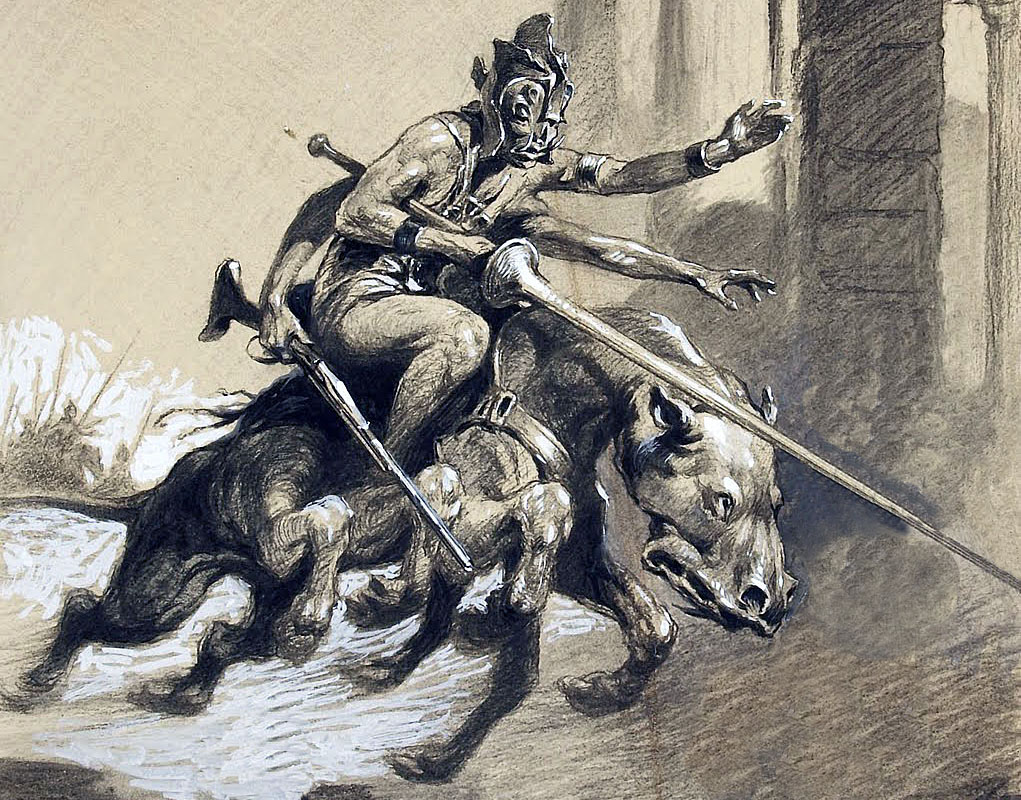
عمل الفني يعرض مخلوقًا مريخيًا أخضر وهو يظهر على عنق الشخصية في مشهد مستوحى من رواية "ثوفيا، خادمة المريخ"، أحد أعمال الكاتب الشهير إدغار رايس بوروز.

### الأعمال المبكرة
استكشافات العوالم الافتراضية التي تعرض أشكال الحياة المستقبلية أو البديلة أو الغريبة هي مجاز قديم في الخيال العلمي. أحد أقدم الأعمال التي تحدثت عن التطور التأملي هي رواية الخيال العلمي، آلة الزمن، لهربرت جورج ويلز، المنشورة عام 1895. تدور أحداث الرواية عن العالم بعد 800 ألف عام في المستقبل، وتصور أسلاف ما بعد البشرية على شكل كائنات إلوي جميلة ولكن ضعيفة وكائنات المورلوكس المتوحشين. في المستقبل، يكتشف بطل الرواية وحوش سلطعون كبيرة وفراشات ضخمة. غالبًا ما استخدم مؤلفو الخيال العلمي بعد ويلز مخلوقات خيالية على نفس المنوال، لكن معظم هذه الحيوانات الخيالية كانت صغيرة وغير متطورة جدًا.
مثل ويلز، يمكن اعتبار إدغار رايس بوروز، الذي بدأ بتأليف الكتب في أوائل القرن العشرين، من أوائل مؤلفي التطور التأملي. على الرغم من أن أنظمته البيئية الخيالية كانت صغيرة نسبيًا، فقد مثلت مسرحًا للعديد من رواياته وعلى هذا النحو كانت متطورة. على وجه الخصوص، صورت رواية برسوم، التي تصور نسخة خيالية من كوكب المريخ ظهرت في عشر روايات نُشرت بين عامي 1912 و1941، نظامًا بيئيًا للمريخ مع مجموعة متنوعة من المخلوقات الغريبة والعديد من الثقافات والمجموعات العرقية المريخية المتميزة. تتضمن سلسلة الكواكب لستانلي وينباوم أيضًا حياة فضائية خيالية ومتطورة بدرجة كبيرة. كتب فريدريك بول أنه قبل وينباوم، كان مخلوقات الخيال العلمي على غرار «الرجل القطة أو الرجل السحلية أو الرجل النملة، أو الرجل النبتة أو الرجل الحجر؛ أي أن كلهم كانوا رجالًا. غير وينباوم ذلك. ... مثل ذلك اختلافًا في التوجه - في الدوافع والأهداف وعمليات التفكير - وهو ما جعل المخلوقات الفضائية الخاصة بوينباوم جديدة جدًا ومجزية في الخيال العلمي في منتصف ثلاثينات القرن العشرين».